# Dick Tracy (téléfilm, 1967)
Pour les articles homonymes, voir Dick Tracy (homonymie).
Pour plus de détails, voir Fiche technique et Distribution.
Dick Tracy (ou Dick Tracy: The Plot to Kill NATO) est un téléfilm américain réalisé par Larry Peerce, qui devait à l'origine servir de pilote pour une série télévisée mais n'a pas trouvé d'acquéreur.

## Synopsis
Le super vilain Mr. Memory a fait enlever trois ambassadeurs qui devaient se rendre à une conférence importante de l'OTAN à Washington pour le compte d'une organisation menée par le Major Power. Le Chef Patton envoie son meilleur homme, Dick Tracy sauver les hommes ainsi que la réunion. 

## Fiche technique
- Titre original : Dick Tracy: The Plot to Kill NATO
- Réalisation : Larry Peerce
- Scénario : Hal Fimberg inspiré du personnage créé par Chester Gould et Henry G. Saperstein.
- Direction artistique : Serge Krizman et Jack Martin Smith
- Montage : Bill Mosher
- Directeur de la photographie : Frederick Gately
- Musique : Billy May
- Producteur exécutif : William Dozier
- Producteur : James Fonda
- Compagnies de production : Greenlawn Productions - Television Personalities - Twentieth Century Fox Television
- Pays d'origine :  États-Unis
- Format : couleurs - 35 mm - Son mono - 1.33 Plein écran
- Genre : espionnage
- Durée : 30 minutes

## Distribution
- Ray MacDonnell : Dick Tracy
- Davey Davison : Tess Trueheart Tracy
- Jan Shutan : Lizz
- Monroe Arnold : Sam Catchem
- Ken Mayer : Chef Patton
- Jay Blood : Junior Tracy
- Eve Plumb : Bonnie Braids
- Victor Buono : Mr. Memory
- Tom Reese : Ben
- Allen Jaffe : Hook
- Richard St. John : Higgins
- Gregory Gaye : Markov
- Vinton Hayworth : Docteur Alexander

## Production
C'est à la suite de l'énorme succès d'audience de Batman que le producteur William Dozier a mis en production un téléfilm pilote de trente minutes de Dick Tracy. Le projet qui devait servir pour une série hebdomadaire pour la chaîne ABC ne fut pourtant pas acceptée par les exécutifs de la chaîne. Pour ce nouveau concept, Dozier pris la décision de faire de Dick Tracy un agent secret, de plus en couple avec sa fiancée Tess Trueheart qui pour l'occasion devenait Madame Tracy ainsi que d'un enfant né de leur union, Junior. Le pilote a énormément de similitudes avec Batman en ce qui concerne le visuel ainsi que l'ajout d'effets visuels et surtout un générique animé comme celui de Batman.
Des tests de maquillage ont été créés avec le maquilleur John Chambers dans les studios de la Fox pour les futurs épisodes. Deux sur les personnages de Flattop avec Leon Janney et Pruneface avec Lon Chaney Jr. ont été faits mais cela n'a pas eu de suite.
A la fin du pilote, William Dozier annonce que Dick Tracy revient la semaine prochaine pour une nouvelle aventure.